# Women's International Boxing Council
La Women's International Boxing Council con sigla WIBC, è stata creata in Florida nel 2002 da Jeff Gibson, ex campione mondiale di kickboxing. 
La WIBC è una piattaforma dove mostrare il talento di pugilesse professioniste di livello mondiale.
Hanno combattuto sotto la sigla WIBC, Ann Wolfe battendo per KO Marsha Valley per il titolo WIBC Super Middleweight, Deborah "Sunshine" Kettfether vincendo su l'ex campionessa del mondo Mitzi Jeter, Lisa Brown vincendo su Karen Martin, Marianne Chubirka su Gracie Roca, e Yvonne Reis sconfiggendo Bonnie Mann.
A causa di conflitto di interessi da chi controllava il WIBC e la promozione presentata è stata proposta in vendita dal suo fondatore, a Don "Moose" Lewis presidente della IBU-International Boxing Union che accettò la transazione conclusa nel 2004, trasferendo la WIBC ad Atlanta, il primo titolo sotto la nuova direzione si è svolto in Guyana con Gwendolyn O'Neil che  conquista il titolo mondiale WIBC dei pesi massimi leggeri contro Krystal Lessey.
Da quel momento, la WIBC ha sanzionato incontri  per il titolo mondiale negli Stati Uniti, nelle Antille olandesi, a Trinidad e Tobago, in Ungheria e in Germania.
Le ex campionesse di quest'epoca includono Leona Brown, Teresa Perozzi, Hollie Dunaway, Krisztina Belinszky, Natascha Ragosina e Lisa Garland, che hanno fatto la storia combattendo i primi 10 round mondiali combattendo per 3 minuti il 2 marzo 2012 a Franklin (Nashville), Tennessee, USA.
Nel 2019, la WIBC ha intrapreso una grande transizione con la nomina di Marianne Marston  a presidente, in effetti quest'ultima ha ricollocato il quartiere generale a Londra e formando una dirigenza esclusivamente femminile e provenienti da cinque regioni quali l'Africa, le Americhe, l'Asia, l'Europa e l'Oceania a capo dell'organizzazione.
Famose pugilesse oltre che arbitri / giudici qualificati come Bena Kaloki dal Kenya e Sheila Cunha dal Brasile, ci sono dirigenti altamente qualificati di attuale commissioni come Vikki Duong dal Vietnam, Willeke Carli segretario generale della ITAboxing dall'Italia, Fatima Martínez dal Paraguay, Barbara Seretan Gold della California, Georgina Badine della Svizzera, Iandra Carolina Santos do Lago segretario generale della Associação Nacional e Internacional de Boxe-Brazil e Dr Angela Jones dal Regno Unito.
A luglio 2019,  a causa di conflitti tra Don "Moose" Lewis e i dirigenti della APBC e della BIBA di cui vuole staccarsi, porta la campionessa BIBA Marianne Marston a dimettersi del suo ruolo di presidente della WIBC, a seguire la sua squadra di dirigenti.